# Таляревський Яків
Я́ків Таляре́вський (у чернецтві — Іліодо́р; роки народження і смерті невідомі) — український гравер на дереві другої половини 18 століття. Працював у Чернігові.
У 1750-х роках виконав гравюри для видань Чернігівської друкарні: «Іоанн Златоуст», «Трійця в Авраама», «Василій Великий», «Цар Давид грає на гуслях», «Григорій Двоєслов» й інші.